# Yaginumaella nova
Yaginumaella nova là một loài nhện trong họ Salticidae. Loài này được phát hiện ở Bhutan.